# Bernardýn
Bernardýn je plemeno psa, které vyšlechtili mniši z kláštera a hospice ve Velkém průsmyku sv. Bernarda. Záznamy mluví o chovu plemene podobného bernardýnům těmito mnichy již v polovině 17. století, byť standard plemene pochází až z roku 1880 a od původní podoby se může lišit.
Bernardýn je velké plemeno, které se rozhodně nehodí do města, průměrně se dožívá 11 let. Původně byl vyšlechtěn jako pracovní pes, který sloužil jako tahač a nosič. Slávu získal jako záchranářský pes v horách, v této roli ale přestal být používán poté, co nástup vrtulníků učinil jeho užití neefektivním.

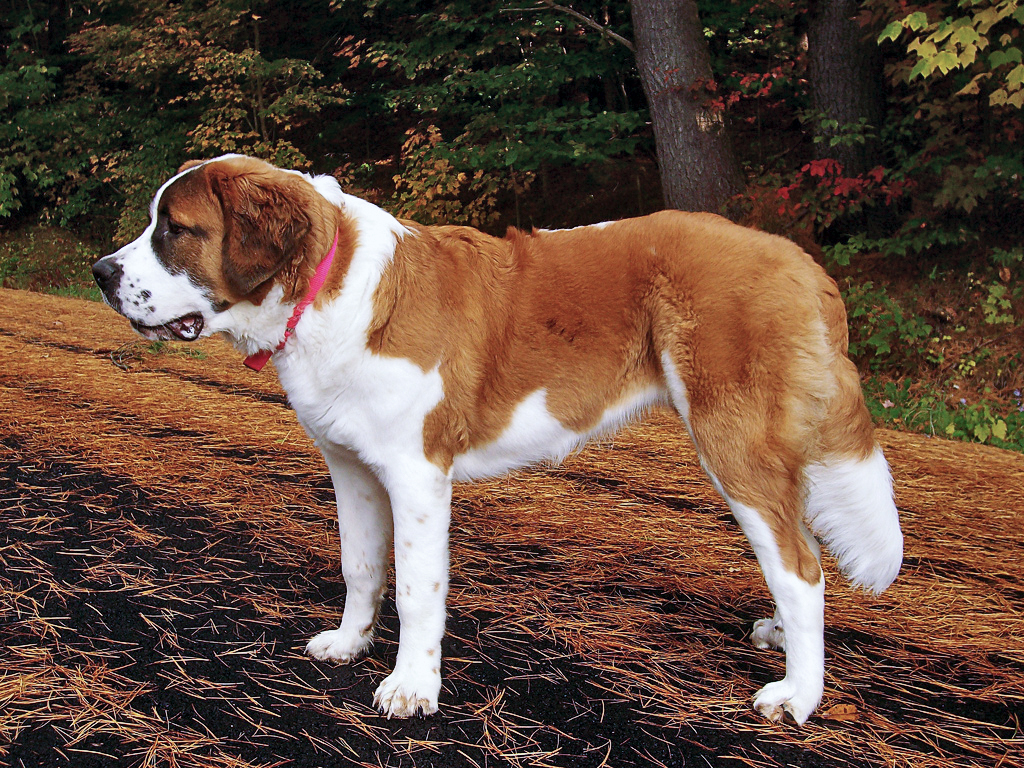
Krátkosrstý jedinec plemene

## Historie plemene

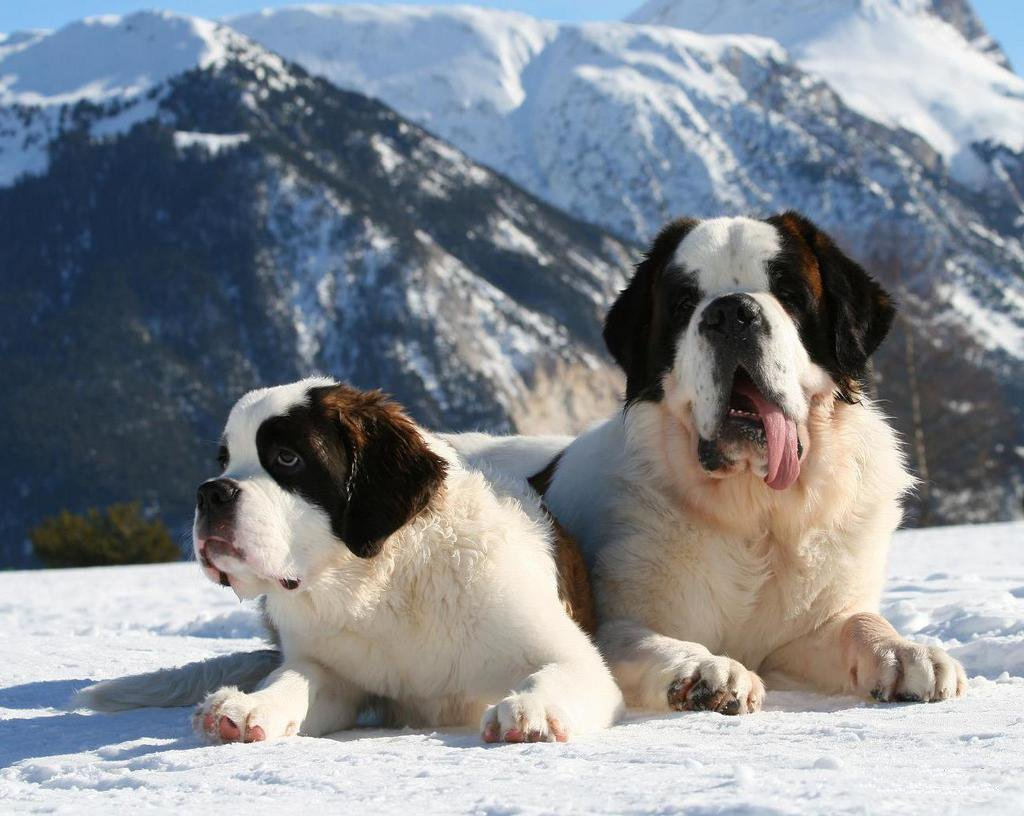
Dlouhosrstí psi

Plemeno vzniklo již ve starověku pro účely tahu. Nejspíše se na území Švýcarska usadil při průchodu římské armády. Původně byl nejspíš krátkosrstý a agresivní, to vymizelo a poté bylo znovu obnoveno pomocí křížení s novofundlandským psem a německou dogou. První standard plemene je z roku 1880.

## Vzhled
Bernardýn by měl být vzhledově impozantní a harmonický, dobře osvalený pes. Má mohutnou hlavu s přátelským pohledem, středně velké oči, které jsou přiměřeně hluboko vsazené, a okraje horních i spodních víček mají malý záhyb. Horní pysky jsou silně vyvinuty převislé, dolní okraj tvoří dlouhý oblouk, koutky jsou viditelné. Ušní boltce jsou jemné, trojúhelníkového tvaru se zaoblenou špičkou, zadní okraj boltců lehce odstává a přední přiléhá k lícím. Má velmi hustou srst s bohatou podsadou, jsou dvě variety krátká a dlouhá srst. Ocas je velmi silný, dlouhý a těžký, měl by dosahovat nejméně k hleznům, v klidu visí rovně dolů nebo je lehce stočen nahoru v dolní třetině, při vzrušení je nesen výše. Tlapy jsou široké, uzavřené se silnými vyklenutými prsty, jsou pevné.

## Nároky a chování bernardýna
Pes má velmi přátelskou povahu, je vyrovnaný, rozvážný, chytrý a učenlivý. Miluje svou rodinu a uznává svého pána. K dětem je jemný a citlivý. Rozhodně se nehodí k životu ve městě, na vesnici je dobrým hlídačem. Rozhodně není tím lenochem, kterého si každý představuje. Pes, který je v dobré kondici s Vámi bude chodit a jinak dovádět. Je plný energie a síly, kterou využívá jen v krajním případě. Dobře snáší nízké teploty, vzhledem k jeho alpskému původu. Může žít trvale venku, hůře snáší vysoké teploty a proto je nutné, aby měl vždy možnost úkrytu ve stínu např. pod stromem. V období růstu je náročný na kvalitní potravu.

## Bernardýn - záchranář
Bernardýn získal slávu jako záchranářský pes v horách, ke kteréžto roli jej předurčovala síla, nosnost, vytrvalost a velká odolnost – pomáhal záchranářům dopravit na místo vybavení, vyhrabávat oběti a dopravovat zraněné a těla do civilizace. V této roli ale přestal být používán poté, co nástup vrtulníků učinil jeho užití neefektivním.
Vrtulníky nahradily jeho sílu při dopravě a lepší nářadí a možnost povolat rychle více záchranářů učinila nepotřebnou i jeho pomoc při samotném vyhrabávání. U záchranářských psů v horách se již proto zpravidla považuje za nenahraditelný už jen jejich čich při hledání zasypaných a tuto roli zastanou i podstatně menší plemena, která nezabírají ve vrtulníku tolik cenného místa, takže je možné jich vzít víc.